# 蒙泰尼鄉
45°51′24″N 27°32′11″E / 45.85667°N 27.53639°E
蒙泰尼鄉（羅馬尼亞語：Comuna Munteni, Galați），是羅馬尼亞的鄉份，位於該國東部，由加拉茨縣負責管轄，面積110平方公里，海拔高度41米，2007年人口7,272，人口密度每平方公里66人。